# Valutazione post abitativa
La valutazione post abitativa (o post occupativa, da Post Occupancy Evaluation, POE) è stata creata negli Stati Uniti d'America ed è in uso dal 1960. Essa può essere definita come “un processo sistematico di valutazione delle prestazioni degli edifici dopo che sono stati costruiti e occupati per un periodo di tempo”.
Fino dagli anni '60 la POE ha seguito approcci diversi, sia per metodi che per dimensioni maggiormente al centro della valutazione. Sebbene dagli anni '90 abbiano prevalso gli approcci che analizzano gli edifici perlopiù da un punto di vista tecnico, energetico e di comfort ambientale, la POE si occupa anche degli aspetti legati alle dimensioni sociali e psicologiche dell'abitare.

## Funzionamento
In termini generali la POE fornisce un metodo di raccolta e diffusione delle informazioni che sono di valore per tutti i soggetti all'interno del ciclo di vita dell'edificio. Il termine "post occupazione" si riferisce a un edificio occupato, ovvero in uso. Una POE può essere effettuata prima e dopo aver eseguito interventi di riqualificazione, rinnovo o modifiche alla configurazione e impiantistica dei locali. Inoltre, le POE possono essere eseguite a intervalli regolari per controllare come le soluzioni impiantistiche e il generale funzionamento dell'edificio sono percepiti dagli occupanti.
Una valutazione eseguita prima degli interventi può essere utilizzata per:
- misurare il raggiungimento degli obiettivi di un progetto
- ottenere feedback e feed-forward
- impostare un riferimento per le misure
- stabilire dati di riferimento
- fornire gli input per il programma di gestione delle modifiche da apportare all'edificio.

La POE è di solito effettuata dopo sei - dodici mesi dal completamento dell'edificio. Tuttavia, può essere effettuata anche durante la fase di consegna del progetto e al termine. Può essere condotta negli uffici, nelle case, nelle strutture per l'educazione (asili, scuole e università) e in altre tipologie di edifici.
Nella “Guide to Post Occupancy Evaluation” promossa dall'Higher Education Funding Council for England (HEFCE) viene proposto l'iter procedurale suddiviso in step: identificazione degli obiettivi, della strategia e dell'approccio da utilizzare. Nella fase successiva vengono definite le tempistiche, i responsabili dell'indagine, i metodi da utilizzare e le modalità (interviste, questionari, ecc.). Segue la fase di preparazione dei questionari e le agende per le interviste, i luoghi di incontro e gli accordi sulla fornitura dei dati di feedback; l'iter si conclude con l'interpretazione e i report dell'analisi. Uno degli strumenti fondamentali nel processo di valutazione post abitativa è il questionario, che consiste nel coinvolgimento degli utenti di un edificio per indagarne le caratteristiche, le performance e le problematiche.